# Великі Скуріхіни
Великі Скурі́хіни (рос. Большие Скурихины) — присілок у складі Орловського району Кіровської області, Росія. Входить до складу Орловського сільського поселення.
Населення становить 8 осіб (2010, 15 у 2002).
Національний склад станом на 2002 рік — росіяни 100 %.